# Riserva naturale orientata Monte Carcaci
La riserva naturale orientata Monte Carcaci è un'area naturale protetta situata nei comuni di Castronovo di Sicilia e Prizzi, in provincia di Palermo, ed è stata istituita dalla Regione Siciliana nel 1997. Era stata soppressa nel 2012 e inglobata nel parco dei Monti Sicani. Nel 2019, a seguito dell'annullamento del Parco del Monti Sicani, è stata ripristinata.

## Territorio
La riserva comprende un'area di 1 437,87 ettari ed è dominata da due rilievi, il Monte Carcaci (1196 m) ed il Pizzo Colobria (1000 m), ed è attraversata da numerosi corsi d'acqua e stagni temporanei, fra i quali il laghetto stagionale di Marcato delle Lavanche.

## Flora
I versanti nord-occidentale e sud-orientale del Monte Carcaci ospitano boschi di leccio (Quercus ilex) e roverella (Quercus pubescens), a cui spesso si mischiano il sorbo torminale (Sorbus torminalis) e l'acero campestre (Acer campestre).

Nel sottobosco prosperano specie arbustive come l'orniello (Fraxinus ornus), il perastro (Pyrus pyraster), il biancospino (Crataegus monogyna), l'asparago spinoso (Asparagus acutifolius), il pungitopo (Ruscus aculeatus), il falso pepe montano (Daphne laureola), e specie erbacee come il ciclamino (Cyclamen repandum) e la peonia (Paeonia mascula). La vegetazione erbacea domina sulle aree sommitali con presenza di anemone stellata (Anemone hortensis), cipollaccio greco (Gagea amblyopetala), pratolina (Bellis perennis), giaggiolo siciliano (Iris pseudopumila), zafferanetto comune (Romulea bulbocodium), favagello (Ranunculus ficaria) e ampelodesma (Ampelodesmos mauritanicus).

La vegetazione ripariale presente lungo i corsi d'acqua è rappresentata da pioppi (Populus nigra) e salici (Salix alba, Salix pedicellata), mentre sulle rive del laghetto stagionale di Marcato delle Lavanche abbondano prugnoli (Prunus spinosa), rovi (Rubus ulmifolius) e perastri (Pyrus pyraster). Nelle acque del laghetto sono inoltre presenti numerose piante acquatiche, tra cui la lingua d'acqua (Potamogeton natans), la mestolaccia comune (Alisma plantago-aquatica), il ranuncolo acquatico (Ranunculus aquatilis), il ranuncolo peltato (Ranunculus peltatus) e il ranuncolo capillare (Ranunculus tricophyllus).

## Fauna
Tra i mammiferi sono presenti la volpe (Vulpes vulpes), la martora (Martes martes), il gatto selvatico (Felis silvestris) e l'arvicola di Savi (Microtus savii).
Molto ricca è l'avifauna, con numerosi rapaci, quali lo sparviere (Accipiter nisus), la poiana (Buteo buteo), il nibbio bruno (Milvus migrans) e il falco pellegrino (Falco peregrinus), e numerose altre specie, sia stanziali che migratorie, tra cui il merlo (Turdus merula), lo scricciolo (Troglodytes troglodytes) e il picchio rosso maggiore (Picoides major).
Tra i rettili si segnalano la vipera comune (Vipera aspis), il biacco (Hierophis viridiflavus) e il colubro liscio (Coronella austriaca), mentre tra gli anfibi che popolano le zone umide vi sono il rospo comune (Bufo bufo) e la rana verde (Pelophylax esculentus).